# Jean Sindab
Jean Sindab, née le 23 octobre 1944 à Cleveland dans l'Ohio et morte le 8 janvier 1996, est une militante afro-américaine connue pour son engagement contre le racisme et le régime de l'apartheid en Afrique du Sud, ainsi que pour sa défense de l'environnement.

## Biographie
Jean Sindab grandit dans le quartier Bedford-Stuyvesant de Brooklyn à New York, élevée par sa mère et sa grand-mère,  avec ses 5 sœurs.
Elle travaille en tant que secrétaire juridique et éditrice assistante. 
Elle obtient une bourse pour étudier au Hunter College en 1970, où elle obtient un Bachelor of Arts (Licence) mention histoire africaine en 1974, dans des conditions précaires. En 1972 sa bourse lui permet de se rendre en Afrique : au Togo, au Nigéria et au Ghana. En 1974, Jean Sindab est admise à l'Université Yale où elle passe deux Master of Arts (Mastère 2), l'un en relations internationales en 1976, puis un autre en sciences politiques en 1977, pour enfin soutenir son doctorat (Ph.D) en sciences politiques, le titre de sa thèse est The Impact of Expatriates on Zambian Development quelle développera en 1984 , .
Elle est directrice exécutive dès 1980 du Washington Office on Africa (WOA), durant la période où des sanctions du Congrès américain sont prises à l'encontre de l'Afrique du Sud. La WOA est une organisation qui tente d'influencer la politique étrangère des États-Unis à propos du régime de l'Apartheid en vigueur en Namibie et en Afrique du Sud. Jean Sindab exerce en tant que lobbyiste auprès de l'American Federation of Labour (AFL-CIO), le Caucus noir du Congrès, Amnesty International et le Human Rights Watch et la Young women's Christian Association (YWCA). Elle exerce également en tant que consultante pour le Centre Martin Luther King Jr. pour le changement social non violent, la Rainbow Coalition, et le Conseil de l’ONU sur la Namibie et le Centre contre l’apartheid de l’ONU. 
De 1986 à 1991 elle dirige le Programme de lutte contre le racisme du Conseil œcuménique des Églises (COE) à Genève. Elle devient coordinatrice du sous programme Women Under Racism, contribuant à théoriser les liens entre discriminations liées à l'identité raciale, le sexe et la classe sociale, une approche décrite par la suite par  Kimberlé Williams Crenshaw par le terme d'intersectionnalité. Elle s'investit également dans la mise en place d'activité de réseautage de femmes victimes de racisme et inscrit ces thématiques dans la réflexion du COE. 
Elle habite durant ces années au Grand-Saconnex, mais est peu connue à Genève de par ses activités internationales. 
Elle retourne à New York en 1991, où elle s'engage au sein du Conseil œcuménique des Églises pour la justice économique et environnementale,. 
Elle meurt d'un cancer du sein le 8 janvier 1996. 
Les archives de Jean Sindab sont déposées à la Bibliothèque publique de New York. 

## Hommage et postérité
Un hommage lui est rendu le 24 février 1996 à Washington, DC à la People’s Congregational Church. Les témoignages lus lors du service religieux  relatent ses contributions pour la cause des africaines américaines.
En 2019 à Genève, l'association l'Escouade dans le cadre du projet 100elles renomme temporairement une place à son nom,. 